# ترميز الشطرنج
تدوينات الشطرنج هي أنظمة مختلفة تم تطويرها إلى ترميز إما الحركات التي تمت في لعبة شطرنج أو موقع قطع الشطرنج على رقعة الشطرنج. استخدمت أنظمة التدوين الأولى سردًا مطولًا لوصف كل حركة؛ تطورت هذه تدريجيًا إلى أنظمة تدوين موجزة. حاليا تأشير جبري (شطرنج) هو المعيار المقبول ويستخدم على نطاق واسع. التدوين الجبري له العديد من الاختلافات. تم استخدام تدوين الشطرنج الوصفي في الأدب باللغتين الإنجليزية والإسبانية حتى أواخر القرن العشرين ، ولكنه أصبح الآن قديمًا. توجد بعض الأنظمة الخاصة للمراسلات الدولية في لعبة الشطرنج. يستخدم تأشير اللعبة المحمول عند العمل مع برامج الشطرنج الحاسوبية. توجد أيضًا أنظمة للإرسال باستخدام شفرة مورس عبر تلغراف أو الراديو.

## تسجيل الحركات
تم تصميم بعض تدوينات تسجيل الحركة بشكل أساسي للإستخدام من قبل اللاعبين البشريين؛ البعض الآخر مصمم للاستخدام بواسطة أجهزة الكمبيوتر.

### أنظمة الترميز للبشر
في المسابقات المعترف بها ، يُطلب من جميع اللاعبين تسجيل جميع تحركات كلا اللاعبين من أجل حل النزاعات حول ما إذا كان اللاعب قد قام بحركة غير قانونية وما هو المركز الذي يجب أن يكون عليه الآن. بالإضافة إلى ذلك ، إذا كانت هناك قاعدة زمنية تتطلب من كل لاعب إكمال عدد معين من النقلات في وقت محدد، كما هو الحال في أكثر المسابقات جدية ، يجب الاحتفاظ بإحصاء دقيق للحركات. يوصي جميع مدربي الشطرنج بشدة بتسجيل ألعاب المرء بحيث يمكن للمرء أن يبحث عن تحسينات في لعبه. تستخدم الرموز الجبرية والوصفية أيضًا في كتب الشطرنج.

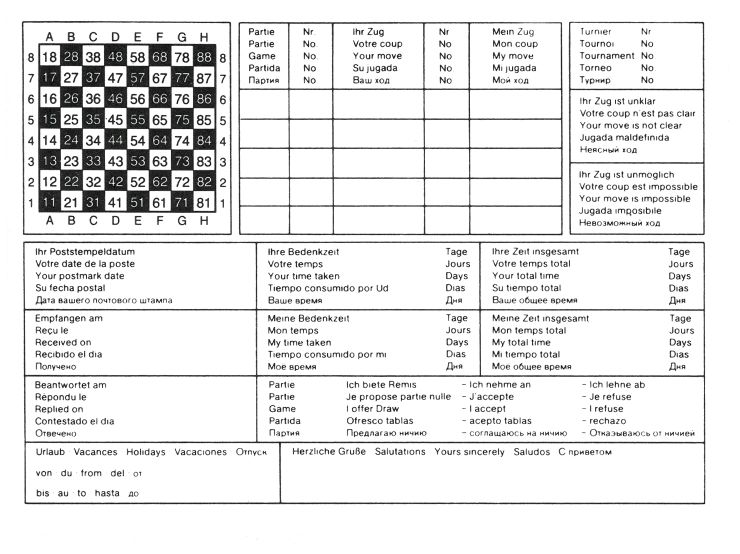
بطاقة شطرنج بالمراسلات تُظهر تدوينًا جبريًا وتدوين ICCF

- تأشير جبري هو أكثر إحكاما من تدوين الشطرنج الوصفي، وهو الطريقة الأكثر استخداما لتسجيل حركات لعبة الشطرنج. في الشكل الجنيني تم استخدامه من قبل فيليب ستاما في عام 1737 كتاب Essai sur le jeu des echecs. تم تبنيها لاحقًا (في شكل طويل) من قبل Handbuch des Schachspiels المؤثرة وأصبحت قياسية في المنشورات الألمانية. إنه أكثر إحكاما وأقل عرضة للخطأ من النظام الوصفي الإنجليزي. التدوين الجبري هو الترقيم الرسمي للاتحاد الدولي للشطرنج والذي يجب استخدامه في جميع المسابقات الدولية المعترف بها التي يشارك فيها لاعبون بشريون.[3] يفضل الاتحاد الأمريكي للشطرنج استخدام الترميز الجبري ولكنه لا يزال يسمح بالتدوين الوصفي.[4]

- التدوين الجبر القياسي (SAN) هو التدوين المعياري بواسطة FIDE. يمكن أن تكون طويلة أو قصيرة أو صغيرة
- يتضمن الترميز الجبري الطويل (LAN) البداية مسرد الشطرنج و مسرد الشطرنج لقطع شطرنج.
- يؤدي التدوين الجبري القصير إلى حذف مسرد الشطرنج و مسرد الشطرنج في قطع شطرنج، إلا إذا كان من الضروري توضيح الحركة.
- التدوين الجبري الأدنى (MAN) مشابه للتدوين الجبري القصير ولكنه يحذف مؤشرات الالتقاط ("x") ، والتقاط en passant ("e.p.")، والتحقق ("+") و checkmate ("#"). تم استخدامه من قبل مخبر الشطرنج.
- يمثل التدوين الجبر الشكل (FAN) تباينًا واسع الاستخدام للتدوين الجبر القياسي الذي يحل محل الحرف الذي يمثل القطعة برمزها، على سبيل المثال، ♞c6 بدلاً من Nc6 أو ♖xg4 بدلاً من Rxg4. يتم حذف البيادق كما في الترميز الجبر القياسي. يتيح ذلك قراءة الحركات بشكل مستقل عن اللغة. لعرض أو طباعة هذه الرموز على جهاز كمبيوتر، يجب تثبيت خط واحد أو أكثر مع دعم الترميز الموحد الجيد، ويجب أن يستخدم المستند (صفحة الويب ، مستند معالج الكلمات، إلخ) أحد هذه الخطوط. لمزيد من المعلومات ، راجع رموز الشطرنج في Unicode.